# Doesus taprobanicus
Doesus taprobanicus là một loài bọ cánh cứng trong họ Cerambycidae.